# Dżaital
Dżaital – drobna moneta indyjska bita przez dynastię Shahi od około 750 roku n.e. Cechą charakterystyczną były wyobrażenia byka oraz jeźdźca na obu stronach monety.
Przez kolejnych 500 lat nominał ten był emitowany przez wielu hinduskich i muzułmańskich władców na obszarze Afganistanu i dużej części Indii.